# Daginstitution
En daginstitution er et sted hvor børn bliver passet af professionelle børnepassere (pædagoger), imens forældrene arbejder. 
Daginstitutioner kan drives på flere måder; De kan være private, de kan være selvejende eller de kan være kommunale. Omkring 75% af dagtilbuddene er kommunale mens knap 25% er selvejende daginstitutioner og en lille restgruppe er private. Der findes dog også nogle mellemvarianter som puljeordninger.
Folketinget har besluttet, at landets kommuner har ansvaret for at sørge for et antal daginstitutionspladser, der harmonerer med kommunens befolkningssammensætning, og giver samtidig kommunen både retten og pligten til at føre tilsynet med institutionerne. Folketinget har også vedtaget, at de tilbud, kommunen er ansvarlig for, opfylder en række mål og krav om omsorg, sociale og almene færdigheder, demokratiforståelse og meget mere.
Indtil foråret 2007 var disse beføjelser beskrevet i Lov om Social Service (LSS) men er i dag afløst af Dagtilbudsloven
| Familie | Spire Denne artikel om familie og parforhold er en spire som bør udbygges. Du er velkommen til at hjælpe Wikipedia ved at udvide den. |